# Smiarotnaje wiasielle
Smiarotnaje wiasielle (biał. Смяротнае вяселле) – drugi album koncertowy białoruskiego zespołu rockowego Lapis Trubieckoj, nagrany 4 października 1996 roku i wydany w marcu 1997 roku.

## Lista utworów
| Nr  | Tytuł utworu         | Oryginalna pisownia tytułu | Długość |
| --- | -------------------- | -------------------------- | ------- |
| 1.  | „Żal, czto wiesna”   | «Жаль, что весна»          |         |
| 2.  | „Lotczik i moriak”   | «Лётчик и моряк»           |         |
| 3.  | „Kinuła”             | «Кинула»                   |         |
| 4.  | „Lebioduszka”        | «Лебёдушка»                |         |
| 5.  | „Był w Kierczi”      | «Был в Керчи»              |         |
| 6.  | „Czajeczki”          | «Чаечки»                   |         |
| 7.  | „Sieryj”             | «Серый»                    |         |
| 8.  | „Jewpatorija”        | «Евпатория»                |         |
| 9.  | „Kurwy tanczut' bal” | «Курвы танчуть баль»       |         |
| 10. | „Ja leczu w Moskwu”  | «Я лечу в Москву»          |         |

## Twórcy
- Siarhiej Michałok – wokal, akordeon
- Alaksandr Rołau – wokal
- Rusłan Uładyka – gitara
- Aleh Łado – gitara basowa
- Jahor Dryndzin – trąbka, wokal wspomagający
- Wital Drazdou – skrzypce, tamburyn, wokal
- Pawieł Kuziukowicz – waltornia, wokal wspomagający
- Alaksiej Lubawin – bębny, perkusja[1]